# Laurent Brunet
Pour les articles homonymes, voir Brunet.
Laurent Brunet, est un directeur de la photographie français. Le César de la meilleure photographie lui a été décerné, en 2009, pour le film Séraphine de Martin Provost.

## Filmographie
- 1999 : The Shade de Raphaël Nadjari
- 2000 : Petite copine, court métrage de Rodolphe Balaguer
- 2001 : I Am Josh Polonski's Brother de Raphaël Nadjari
- 2002 : Apartment 5C de Raphaël Nadjari
- 2003 : La Chambre douce
- 2004 : Les Pierres
- 2004 : Mon trésor de Keren Yedaya
- 2005 : La Petite Jérusalem de Karin Albou
- 2005 : Free Zone de Amos Gitaï
- 2005 : Fais de beaux rêves
- 2006 : Béa
- 2006 : Pour l'amour de Dieu de Micheline Lanctôt (TV)
- 2007 : Tehilim de Raphaël Nadjari
- 2007 : Le Fils de l'épicier de Éric Guirado
- 2007 : Oui, peut-être
- 2007 : Vous êtes de la police ? de Romuald Beugnon
- 2007 : La Pluie des prunes (TV)
- 2007 : Le Blues de l'Orient
- 2008 : Séraphine de Martin Provost
- 2008 : La Belle Personne de Christophe Honoré
- 2008 : Françoise Dolto, le désir de vivre (TV)
- 2008 : Le Chant des mariées  de Karin Albou
- 2009 : Non ma fille, tu n'iras pas danser de Christophe Honoré
- 2010 : Blanc comme neige de Christophe Blanc
- 2010 : Un homme qui crie de Mahamat-Saleh Haroun
- 2011 : Pourquoi tu pleures ? de Katia Lewkowicz
- 2012 : Maman de Alexandra Leclère
- 2012 : Une Estonienne à Paris d'Ilmar Raag
- 2013 : Le Déclin de l'empire masculin d'Angelo Cianci (TV)
- 2013 : Chambre Noire d'Arnaud Malherbe (TV)
- 2014 : Le Sens de l'humour de Marilyne Canto
- 2014 : Boomerang de François Favrat
- 2015 : Microbe et Gasoil de Michel Gondry
- 2017 : Après la guerre d'Annarita Zambrano
- 2019 : Dario Argento : Soupirs dans un corridor lointain de Jean-Baptiste Thoret
- 2020 : Énorme de Sophie Letourneur
- 2021 : Les Mauvais Garçons d'Élie Girard (court métrage)
- 2021 : Michael Cimino, un mirage américain de Jean-Baptiste Thoret
- 2024 : Maya, donne-moi un titre de Michel Gondry

## Récompenses
- 2009 : César de la meilleure photographie pour Séraphine
- 2013 : Prix de la meilleure photographie au Festival du film de télévision de Luchon pour Chambre Noire